# لودميلا أليكسيفا
لودميلا أليكسيفا (بالروسية: Людмила Алексеева)‏ (20 يوليو 1927 - 8 ديسمبر 2018) كانت مؤرخة وناشطة حقوق إنسان روسية، وكانت أحد مؤسسي مجموعة موسكو هلسنكي، وأحد المنشقين السوفيت الذين واصلوا نشاطهم الحقوقي في روسيا الاتحادية.

## وصلات خارجية
- لودميلا أليكسيفا على موقع IMDb (الإنجليزية)
- لودميلا أليكسيفا على موقع IMDb (الإنجليزية)
- لودميلا أليكسيفا على موقع مونزينجر (الألمانية)
- لودميلا أليكسيفا على موقع قاعدة بيانات الفيلم (الإنجليزية)
- لودميلا أليكسيفا على موقع كينوبويسك (الروسية)

1. ↑  filmportal.de | Ludmilla Alexejeva، QID:Q15706812
2. 1 2 3 4   https://www.lepoint.fr/monde/lioudmila-alexeeva-la-lutte-pour-les-droits-de-l-homme-de-brejnev-a-poutine-08-12-2018-2277600_24.php. {{استشهاد ويب}}: |url= بحاجة لعنوان (مساعدة) والوسيط |title= غير موجود أو فارغ (من ويكي بيانات) (مساعدة)